# غاز شمالی

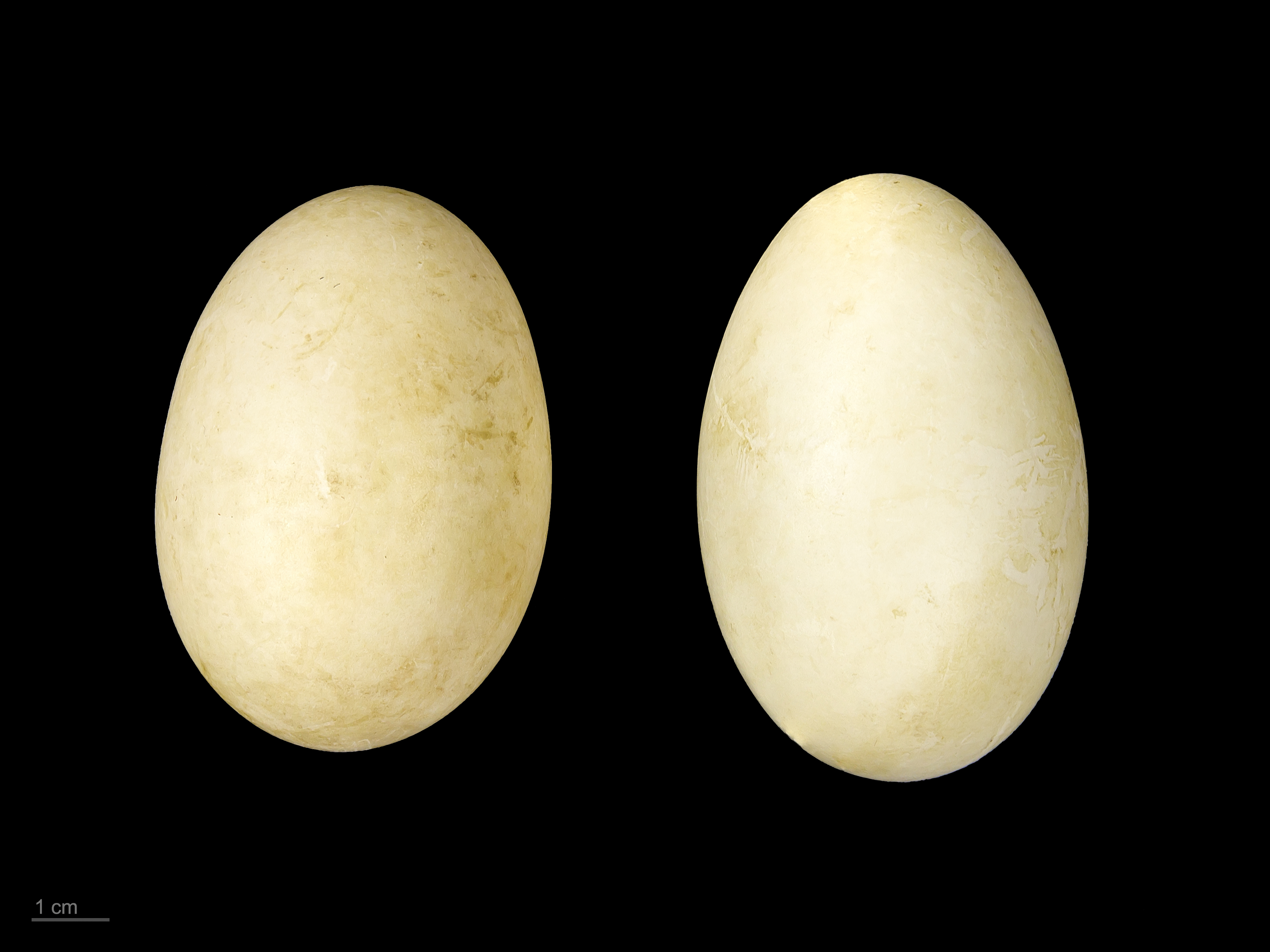
Branta bernicla

غاز شمالی (نام علمی: Branta bernicla) نام یک گونه از سرده غازهای سیاه است.